# 7986 Romania
7986 Romania è un asteroide della fascia principale. Scoperto nel 1981, presenta un'orbita caratterizzata da un semiasse maggiore pari a 2,1135108 UA e da un'eccentricità di 0,1269650, inclinata di 1,99603° rispetto all'eclittica.
L'asteroide è dedicato alla repubblica di Romania.